# Mustasaari (ö i Finland, Södra Savolax, Nyslott, lat 62,23, long 29,14)
Mustasaari är en ö i Finland. Den ligger i sjön Vuokalanjärvi och i kommunen Nyslott i  landskapet Södra Savolax, i den sydöstra delen av landet, 300 km nordost om huvudstaden Helsingfors. Öns area är 17,4 hektar och dess största längd är 0,9 kilometer i sydöst-nordvästlig riktning.